# جبال ليبنتز
جبال ليبنتز (باللاتينية: Montes Leibnitz) هي مرتفعات جبلية على سطح القمر وفيها أعلى القمم الجبلية القمرية وتبلغ 9000 متر التي تقع قرب القطب الجنوبي القمري (الطرف الجنوبي للقمر) وجاءت التسمية نسبة إلى عالم الرياضيات الألماني غوتفريد لايبنتس (1646 - 1716)